# Haus Lawaczeck
Das Haus Lawaczeck ist ein ehemaliges spätklassizistisches Bürgerhaus in Nieukerk (Landkreis Kleve).

## Geschichte
Der Nieukerker Bürgermeister Pohl ließ das Haus 1859 als Wohnhaus errichten. Die Fabrikantenfamilie Lawaczeck, die seit 1809 eine Färberei in Kerken betrieb, erwarb es 1863. In ihrem Besitz blieb es, bis 1998 die letzte Firmeninhaberin starb und die Erben bereit waren, das repräsentative Haus der Öffentlichkeit zugänglich zu machen. Der Historische Verein für Geldern und Umgegend übernahm das Gebäude 2001 und richtete darin bis 2020 eine Begegnungsstätte mit Heimatmuseum ein. Seit Mai 2025 befindet sich hier das Architekturbüro Schroers.

## Aussehen und Zweck
Das Gebäude hat klassizistische Elemente in der Fassade. Dazu zählen der Risalit in der Mitte, der Drempel und die Trauf- und Fensterbankgesimse. Auch die profilierte Türeinfassung ist dieser Stilrichtung zuzuordnen.
Im Innern wurde lediglich in der ersten Etage eine bauliche Veränderung vorgenommen, indem man durch die Verbindung dreier kleinerer Räume einen Ausstellungsraum schuf, der wechselnde Ausstellungen zur Geschichte, Kunst und Kultur des Niederrheins und der Niederlande sowie des Gelderlandes präsentiert. Hier können auch Workshops, Arbeitskreise, Konzerte und Diavorträge abgehalten werden.